# Д-30 (двигатель)
Турбореактивный двигатель Д-30 был разработан в ОКБ-19 П. А. Соловьёва в 1963 году (I серия) для пассажирского самолёта Ту-134.  Устанавливался в 1965-69 годах. С 1970 года на Ту-134А устанавливался Д-30 II серии, который уже имел реверс. Серийное производство двигателя было организовано на Пермском и Рыбинском моторостроительных заводах в 1972 году. В дальнейшем двигатель неоднократно дорабатывался и модифицировался.
На 2011 год в мире эксплуатировалось 220 двигателей Д-30 II/III серий, в 2011 их наработка составила 114005 часов. Общая наработка за всю историю 30 891 800 часов. В 2011 году наработка на досрочный съём двигателя по конструктивно-производственным дефектам, составила 57 003 часа, что в 9,5 раза выше нормативного показателя (6 000 часов).

## Конструкция
Д-30 двухконтурный двигатель выполнен по двухвальной схеме, и состоит из компрессора, разделительного корпуса с коробками приводов агрегатов, камеры сгорания, турбины и выходного устройства. Начиная с двигателя Д-30 II серии все модификации оснащены реверсивным устройством. Запуск двигателя автоматический, осуществляется от воздушного стартера. Система зажигания электронная, включает агрегат зажигания и 2 полупроводниковые свечи поверхностного разряда. Масляная система автономная, нормально замкнутая, циркуляционная. Все агрегаты масляной системы расположены на двигателе. Двигатель работает на авиационном керосине марок Т-1, ТС-1, РТ.

## Модификации
Базовая модель Д-30 (ПС-30) неоднократно модернизировалась без изменения названия модели. Тем не менее различают 3 серии базового двигателя Д-30. Сравнение серий приводится в таблице.
| Параметр                                                                                                 | Серия I   | Серия II          | Серия III            |
| --- | --------- | ----------------- | -------------------- |
| Тяга, кгс: — взлетный режим TH= +15 °C ,PH = 730 мм рт. ст.,H = 0 — крейсерский режим Н = 11 км, М = 0,8 | 6300 1300 | 6800 (68 кН) 1300 | 6930 1450            |
| Удельный расход топлива, кг/кгс ч                                                                        | 0,770     | 0,775             | 0,790                |
| Удельный расход масла не более, кг/ч                                                                     | 1         | 1                 | 1                    |
| Температура воздуха у земли для запуска и работы, оС                                                     | -50…+50   | -50…+50           | -50…+50              |
| Длина двигателя, мм                                                                                      | 3984      | 4734              | 4836                 |
| Диаметр вентилятора по концам рабочих лопаток, мм                                                        | 1050      | 1050              | 1050                 |
| Сухая масса, кг                                                                                          | 1550      | 1765              | 1810                 |
| Поставочная масса, кг                                                                                    | 1712      | 1944              | 1980                 |
| Год начала эксплуатации на пассажирских перевозках                                                       | 1967      | 1970              | 1982                 |
| Устанавливался на самолеты                                                                               | Ту-134    | Ту-134А           | Ту-134А-3, Ту-134Б-3 |

- Д-30-10В и Д-30В-12 — двигатели для высотного разведывательного самолёта М-55.
- Д-30В — турбовальный для проекта вертолёта В-12М.
- Д-30КП — двигатель с реверсивным устройством для самолётов семейства Ил-76 и его модификаций А-50 и Ил-78. Общего с двигателями Д-30 для самолётов Ту-134 не имеет.Д-30КП второй серии на Ил-76МД в новгородском аэропорту Кречевицы
  - Д-30КП-2, Д-30КП-Л[5]

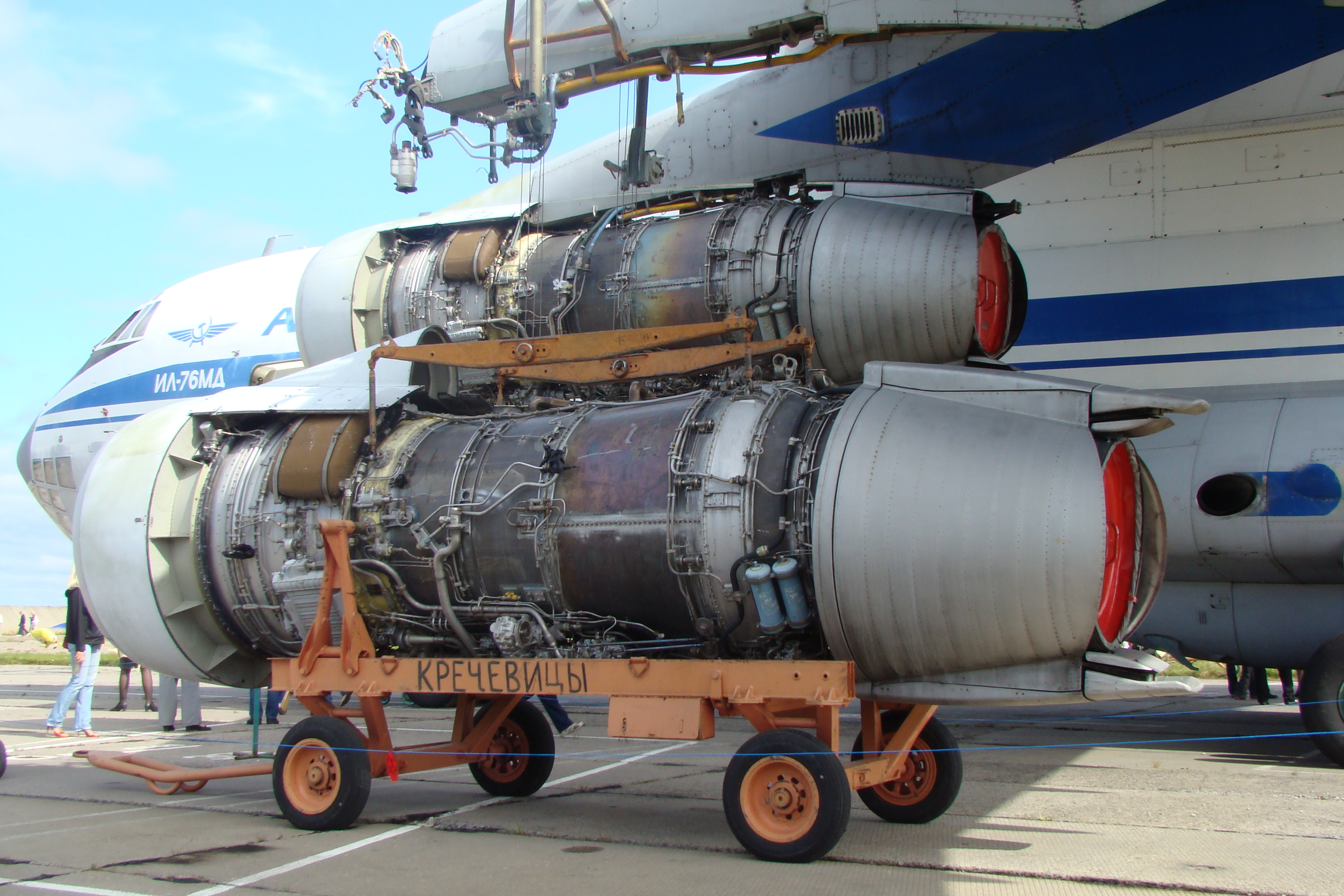
Д-30КП второй серии на Ил-76МД в новгородском аэропорту Кречевицы

  - WS-18 — китайская копия Д-30КП-2. Устанавливается на транспортник Xian Y-20 и бомбардировщик H-6K[6]. Тем не менее в 2016 году стало известно о контракте на поставку большой партии Д-30КП-2 в Китай.[7]
  - Д-30КП-3 «Бурлак» — глубоко модернизированный в 2000-х годах в НПО «Сатурн» турбовентиляторный двигатель[8]. Отличается новым вентилятором, увеличенной более чем в 1,5 раза степенью двухконтурности[8], увеличенной на 1 тонну тягой, на 11 % снижен расход топлива. Соответствует нормам четвёртой главы ИКАО по шуму и эмиссии вредных веществ[9].
  - Д-30КПВ — двигатель для А-40 «Альбатрос»[5].

Таблица параметров двигателя Д-30КП разных серий. Источник:.
| Параметр                                                                | Серия I    | Серия II    | Серия III   |
| ----------------------------------------------------------------------- | ---------- | ----------- | ----------- |
| Тяга, кгс: — взлетный режим — крейсерский режим                         | 12000 2750 | 12000 2750  | 13000       |
| Степень двухконтурности                                                 | 2,36       | 2,24        |             |
| Удельный расход топлива, кг/кгс ч: — взлетный режим — крейсерский режим | 0,5 0,7    | 0,510 0,705 | 0,404 0,645 |
| Длина двигателя, мм                                                     |            | 5448        | 5734        |
| Диаметр вентилятора, мм                                                 |            | 1560        | 1775        |
| Масса двигателя, кг                                                     | 2640       | 2650        |             |

- Д-30КУ — двигатель с тягой 11500 кгс. Устанавливался на Ту-154М и Ил-62М. С двигателями Д-30 самолётов Ту-134 общего не имеет. Д-30КУ-154 в Будапеште

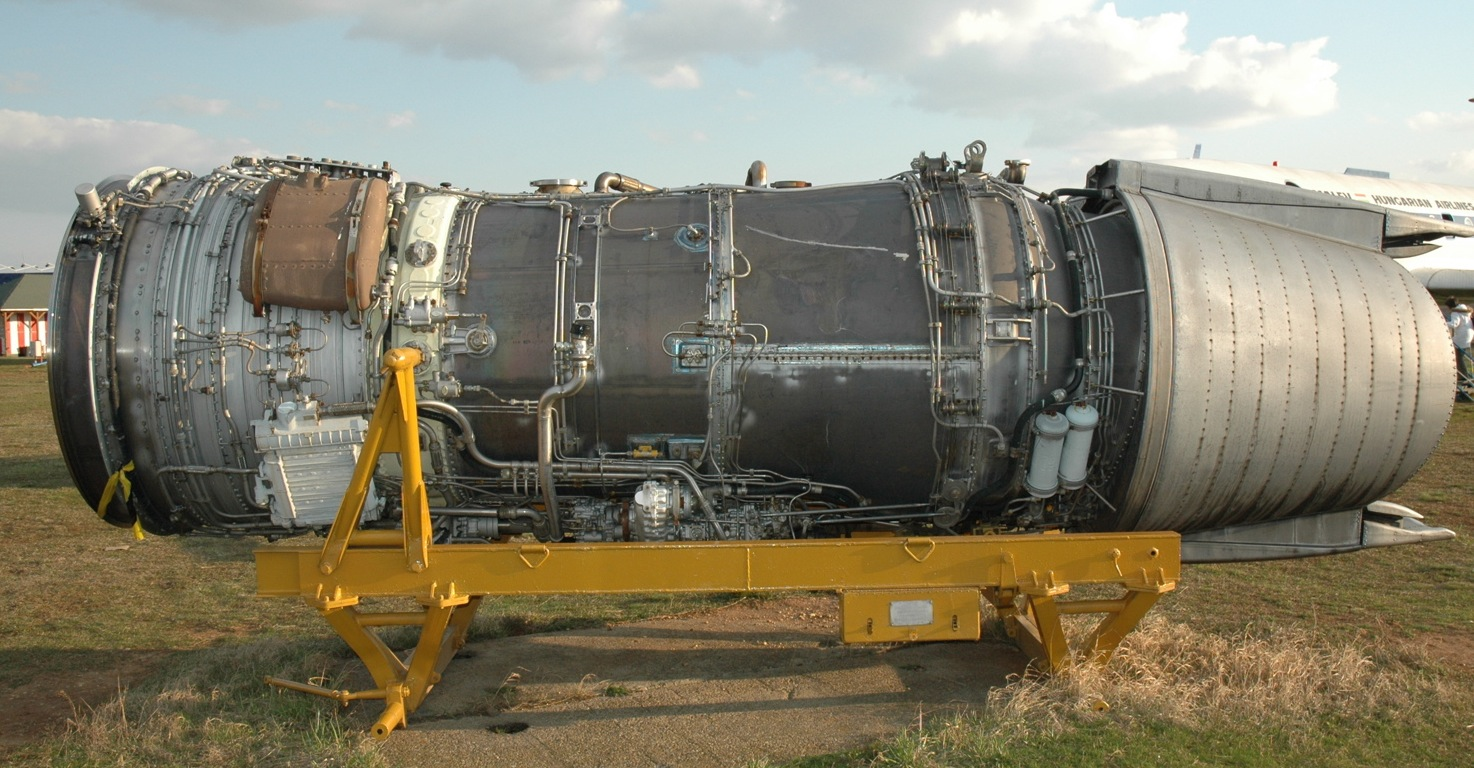
Д-30КУ-154 в Будапеште

  - Д-30КУ-154 — двигатель для Ту-154М. Увеличен ресурс за счёт снижения тяги до 11000 кгс. В 2003 году разработана малоэмиссионная камера сгорания, позволяющая снизить уровень шума. В двигателе Д-30КУ-154 3 серии ресурс повышен на 800 часов, за счёт снижения температуры на 20 К чем у Д-30КУ-154 2 серии, гарантийный межремонтный ресурс 3000 часов (1386 циклов), назначенный ресурс 15000 часов (7000 циклов)[3]
- Д-30Ф-6 — значительно переработанная версия с форсажной камерой для перехватчика МиГ-31. Максимальная тяга на форсаже 15,5 тс.

## Производство
Всего за время производства было изготовлено около 8000 двигателей.
В 2015 на Пермском моторном заводе произвели 11 двигателей промышленного применения на базе Д-30, в 2016 году планируется произвести ещё 15 таких двигателей.
В январе 2020 года стало известно что за период 2009—2020 годы Китай приобрел 463 двигателя Д-30КП-2. Поставки продолжатся и в 2020 году.